# Ga Oido
Ga Oido hiện là ga cuối hướng Tây Nam của Tàu điện ngầm vùng thủ đô Seoul tuyến 4. Nằm cách 30 kilomet hướng Nam của Seoul, phải mất hơn một giờ qua lại bằng đường sắt giữa trạm này với Ga Seoul. Có một kho tàu hàng nằm gần đó.
Nhà ga này, cùng với Ga Jeongwang ở phía Nam, phục vụ cho Khu công nghiệp Sihwa phía Tây Nam Siheung.
Bắt đầu vào tháng 6 năm 2012, nhà ga này trở thành ga cuối cùng hướng Đông Nam của Tuyến Suin, liên kết thành phố của Siheung đến phía Nam Incheon.

## Bố trí ga
| ↑ Jeongwang               |                 |
| \| ４３ \| ２１ \|        |                 |
| Darwol (Suin–Bundang) ↓ · | Depot Siheung ↓ |

| 1 · 2 | ● Tuyến 4           | → Kết thúc tại ga này (Khởi hành từ Jinjeop)                                                                        |
| 1 · 2 | ●Tuyến Suin–Bundang | → Hướng đi Yeonsu · Songdo · Incheon → → Bắt đầu từ ga này (Hướng Incheon) → Kết thúc tại ga này (Tàu từ Wangsimni) |
| 3 · 4 | ● Tuyến 4           | ← Hướng đi Geumjeong · Sadang · đại học Hansung · Jinjeop                                                           |
| 3 · 4 | ●Tuyến Suin–Bundang | ← Hướng đi Suwon · Jukjeon · Wangsimni → Bắt đầu từ ga này (Hướng Wangsimni) → Kết thúc tại ga này (Tàu từ Incheon) |

## Vùng lân cận
- Lối thoát 1: Quận Sihwa
- Lối thoát 2: Trường THCS và THPT Hamhyeon
- Lối thoát 3: Quảng trường thị trấn phía Bắc (Mở cửa lúc 5:00 sáng, đóng cửa lúc 11:30 tối.)

## Số lượng hành khách
| Ga      | Số lượng hành khách | Số lượng hành khách | Số lượng hành khách | Số lượng hành khách | Số lượng hành khách | Số lượng hành khách | Số lượng hành khách |
| Ga      | 2000                | 2001                | 2002                | 2003                | 2004                | 2005                | 2006                |
| ------- | ------------------- | ------------------- | ------------------- | ------------------- | ------------------- | ------------------- | ------------------- |
| Tuyến 4 | 2691                | 3909                | 4552                | 5187                | 4536                | 4660                | 4849                |

## Tuyến Suin và kế hoạch tương lai
Đường sắt Tuyến Suin hẹp, phục vụ như phương tiện vận chuyển hàng hóa giữa Suwon và Incheon, đã bị bỏ hoang vào năm 1995. Ga Oido là ga cuối hướng Tây Bắc của Tuyến Suin vẫn còn sử dụng đến ngày nay; ga cuối hướng Đông Nam là Ga đại học Hanyang tại Ansan.
Tuy nhiên, với sự bùng nổ dân số gần đây ở miền nam tỉnh Gyeonggi, tuyến đang được làm lại như đường sắt khổ tiêu chuẩn cho đường sắt đi lại. Giai đoạn đầu tiên sẽ kết hợp mở rộng của tuyến Suin tới hướng nam Incheon, và sẽ vận chuyển với Tàu điện ngầm Incheon tuyến 1 tại Ga Woninjae.